# Fernando Peres
Fernando Peres da Silva (Algés, 1943. január 8. – Lisszabon, 2019. február 10.)  portugál válogatott labdarúgó, edző.

## Pályafutása

### A válogatottban
1964 és 1972 között 27 alkalommal szerepelt a portugál válogatottban és 4 gólt szerzett. Részt vett az 1966-os világbajnokságon.

## Sikerei, díjai
Sporting
- Portugál bajnok (2): 1965–66, 1969–70
- Portugál kupa (2): 1970–71, 1972–73

Vasco da Gama
- Brazil bajnok (1): 1974

SC Recife
- Pernambucano bajnok (1): 1974

Portugália
- Világbajnoki bronzérmes (1): 1966